# Countdown Grand Prix 2001
Die deutsche Vorentscheidung zum Eurovision Song Contest 2001 in Kopenhagen (Dänemark) fand am 2. März 2001 in der Preussag Arena in Hannover statt. Das Ereignis war live im Ersten zu sehen, Moderator war Axel Bulthaupt.

## Teilnehmerfeld & Ergebnis
| Startnr. | Interpret                               | Lied Musik (M) und Text (T)                                                                       | Runde 1 Platz | Runde 2 Platz |
| -------- | --------------------------------------- | ------------------------------------------------------------------------------------------------- | ------------- | ------------- |
| 04.      | Michelle                                | Wer Liebe lebt M: Gino Trovatello, Matthias Stingl; T: Eva Richter                                | 22,2 % 01.    | 36,4 % 1.     |
| 08.      | Lesley, Joy & Brigitte                  | Power of Trust M: Guido Craveiro, Jason Homan; T: Jason Homan                                     | 22,1 % 2.     | 34,7 % 2.     |
| 12.      | Lou & Band                              | Happy Birthday Party M: Ralph Siegel; T: Bernd Meinunger                                          | 18 % 03.      | 28,7 % 3.     |
| 01.      | German Tenors                           | A Song for Our Friends M: Ralph Siegel; T: Bernd Meinunger                                        | 16,4 % 04.    | –             |
| 07.      | Illegal 2001                            | Ich weiß es nicht M/T: Illegal 2001                                                               | ? 05.         | –             |
| 09.      | Zlatko                                  | Einer für alle M/T: Bob Arnz, Christoph Siemons                                                   | 3,7 % 06.     | –             |
| 06.      | Tagträumer                              | Träumen und hoffen M: Mike Pro, Andy Jonas; T: Susanne Kemmel, Andy Jonas                         | ? 07.         | –             |
| 03.      | Soultans                                | Set Me Free M: Tony Hendrik; T: Karin van Haaren                                                  | ? 08.         | –             |
| 05.      | DJ Balloon                              | Techno Rocker M/T: Markus Binapfl, Gordon Delay, Gerd Lehmkuhl, Oliver Goedicke, Oliver Lübbering | 2,8 % 09.     | –             |
| 02.      | Münchner Zwietracht & Rudolph Moshammer | Teilt Freud und Leid M: Wolfgang Köbele; T: Wolfgang Köbele, Hans Greiner                         | 2,28 % 10.    | –             |
| 11.      | Kevin                                   | Playin’ on My Mind M: Lutz Fahrenkrog-Petersen; T: Mary Applegate                                 | ? 11.         | –             |
| 10.      | Wolf Maahn                              | Better Life M/T: Wolf Maahn                                                                       | ? 12.         | –             |

## Quoten
Der Countdown Grand Prix war etwas erfolgreicher als der Vorentscheid 2000. In der Spitze verfolgten 14 Millionen Zuschauer den deutschen Vorentscheid.
| Sendung                   | Zuschauer | Zuschauer       | Marktanteil | Marktanteil     |
| Sendung                   | Gesamt    | 14 bis 29 Jahre | Gesamt      | 14 bis 29 Jahre |
| ------------------------- | --------- | --------------- | ----------- | --------------- |
| Countdown Grand Prix 2001 | 9,23 Mio. | –               | 27,4 %      | 32,5 %          |

## Abschneiden des deutschen Beitrags beimEurovision Song Contest 2001
Beim Finale am 12. Mai in Kopenhagen wurde Michelle Achte. Sie erhielt als beste Wertungen je zehn Punkte aus Portugal und Spanien. Wer Liebe lebt war bis Roger Ciceros Auftritt 2007 der letzte deutsche Beitrag in deutscher Sprache.